# Lisa Gutfleisch
Lisa Gutfleisch (22 de marzo de 1999) es una deportista alemana que compite en remo. Ganó dos medallas en el Campeonato Europeo de Remo, en los años 2024 y 2025, en la prueba de cuatro scull.

## Palmarés internacional
| Campeonato Europeo | Campeonato Europeo | Campeonato Europeo | Campeonato Europeo |
| Año                | Lugar              | Medalla            | Prueba             |
| ------------------ | ------------------ | ------------------ | ------------------ |
| 2024               | Szeged (Hungría)   | Medalla de bronce  | Cuatro scull       |
| 2025               | Plovdiv (Bulgaria) | Medalla de plata   | Cuatro scull       |